# Agata Sawicka
Pour les articles homonymes, voir Sawicka.
Agata Sawicka est une joueuse de volley-ball polonaise née le 17 janvier 1985 à Łódź. Elle mesure 1,81 m et joue au poste de libero. Elle totalise 35 sélections en équipe de Pologne.

## Clubs
| Club                   | De        | À         |
| ---------------------- | --------- | --------- |
| SMS PZPS Sosnowiec     | 2000-2001 | 2002-2003 |
| AZS AWF Poznań         | 2003-2004 | 2005-2006 |
| SSK Calisia Kalisz     | 2006-2007 | 2007-2008 |
| BKS Stal Bielsko-Biała | 2008-2009 | 2012-2013 |
| PSPS Chemik Police     | 2013-2014 | 2013-2014 |
| Impel Wrocław          | 2014-2015 | 2016-2017 |
| KS Developres Rzeszów  | 2017-2018 | 2018-2019 |
| UKS Esperanto Varsovie | 2019-2020 | …         |

## Palmarès

### Équipe nationale
- Jeux européen
  - Finaliste : 2015.
- Championnat d'Europe des moins de 20 ans
  - Vainqueur : 2002.
- Championnat d'Europe des moins de 18 ans
  - Finaliste : 2001.

### Clubs
- Championnat de Pologne
  - Vainqueur : 2007, 2010, 2014.
  - Finaliste : 2009.
- Coupe de Pologne
  - Vainqueur : 2007, 2009, 2014.
  - Finaliste : 2019.
- Supercoupe de Pologne
  - Vainqueur : 2007, 2010.
  - Finaliste : 2011.

### Distinctions individuelles
- Championnat d'Europe féminin de volley-ball des moins de 20 ans 2002: Meilleure réceptionneuse.
- Championnat du monde de volley-ball féminin des moins de 20 ans 2003: Meilleure réceptionneuse et meilleure défenseur.